# Lotta Comunista
Lotta Comunista è un partito rivoluzionario internazionalista extraparlamentare di estrema sinistra fondato da Arrigo Cervetto e Lorenzo Parodi nel 1965 e ispirato alla teoria e alla prassi di Marx, Engels e Lenin.
Il gruppo dei fondatori proviene dall'esperienza operaia dell'anarchismo e del comunismo libertario tra Genova e Savona, ma si colloca in seguito su posizioni leniniste, sia rifacendosi a Lenin sul piano teorico che prendendo a modello il Partito Bolscevico.

## Storia
Le origini di questa organizzazione risalgono agli anni cinquanta, per opera di alcuni ex partigiani dei GAAP (Gruppi Anarchici di Azione Proletaria), formazione nata durante la riorganizzazione delle formazioni della sinistra comunista e libertaria nel dopoguerra aderenti alla FCL (Federazione Comunista Libertaria) e successivamente espulsi dalla FAI (Federazione Anarchica Italiana) a seguito della virata leninista di tale gruppo. Successivamente si unirà il gruppo Azione Comunista espulso dal PCI a seguito della posizione presa a favore degli insorti ungheresi del 1956, duramente repressi dai carri armati sovietici. Lo stalinismo era definito dagli stessi come la forma politica reazionaria della controrivoluzione successiva alla morte di Lenin. Il gruppo era conseguentemente schierato anche contro le posizioni del Partito Comunista Italiano, considerato non solo dipendente dal PCUS e succube della politica estera dell'URSS, ma anche colluso con il capitalismo italiano, situazione che avrebbe rafforzato la struttura geopolitica che si stava delineando, impedendo la nascita e lo sviluppo di forze marxiste ed internazionaliste.
Nel 1965, dopo una fase di chiarificazione teorica all'interno del gruppo venne assunta la denominazione di Lotta Comunista, proseguendo nella linea dell'astensionismo strategico, contraria alla partecipazione alle elezioni e a quella che viene definita come "democrazia parlamentare borghese" e il 7 dicembre esce a Roma il primo numero del giornale Lotta Comunista, che reca in prima pagina l'editoriale "il nemico in casa nostra", la parola d'ordine degli internazionalisti tedeschi nel 1914..

## Tappe storiche di Lotta Comunista
Tra il 2012 e il 2017, Lotta Comunista ha reso pubblica la propria storia attraverso tre volumi editi dalla propria casa editrice: “Lotta comunista. Il gruppo originario 1943-1952” (Milano, Edizioni Lotta Comunista, 2012), “Lotta Comunista. Verso il partito strategia 1953-1965” (Milano, Edizioni Lotta Comunista, 2015) e “Lotta Comunista. Il modello bolscevico 1965-1995” (Milano, Edizioni Lotta Comunista, 2017). Tale storia ufficiale di partito è riassunta da Guido La Barbera in 12 tappe, 6 internazionali e 6 italiane.

### Sei tappe internazionali di Lotta Comunista

#### 1. Battaglia internazionalista sulle guerre nei Paesi in via di sviluppo
In alcune tesi formulate nel 1957, il fondatore del partito, Arrigo Cervetto, aveva indicato l'aprirsi di un lungo periodo (ciclo) di sviluppo capitalistico mondiale. L'espansione postbellica vedeva l'affermazione di nuove borghesie nazionali nelle vecchie aree coloniali (decolonizzazione). Lotta Comunista appoggia le rivoluzioni nazionali che favoriscono lo sviluppo capitalistico (quindi del proletariato) e aggravano le contraddizioni imperialistiche, ma dopo la guerra arabo-israeliana del 1967 in Medio Oriente e la guerra del Vietnam in Asia, indica che ormai l'imperialismo è “unitario”, il mondo è spartito tra un pugno di grandi potenze, e la “questione nazionale” ha smesso di avere carattere progressivo, essendo ormai “afferrata” dalla contesa tra le potenze imperialistiche ed essendo esaurita la spinta delle rivoluzioni nazionali. In queste crisi, contro le posizioni staliniste, maoiste e terzomondiste, il criterio politico prioritario da seguire secondo Lotta Comunista è l’unità del proletariato internazionale.

#### 2. Battaglia sullo scontro tra Cina e URSS
In occasione del conflitto di frontiera sino-sovietico nel 1969 sul fiume Ussuri, Lotta Comunista indica una condizione di debolezza del “capitalismo statale cinese”, che spinge Pechino a cercare alleati contro l'imperialismo statunitense e quello sovietico: così si interpreta la “Teoria maoista del Fronte unito” con “l'imperialismo europeo e con quello giapponese”. Data la scarsità dei capitali investiti dall'«imperialismo russo» in Cina, è ipotizzata la convergenza con gli USA, anticipando quanto avverrà nel 1971. Analizzando la questione cinese, Lotta Comunista cerca di contrastare l’influenza delle ideologie maoiste. Per Lotta Comunista, sia in Russia che in Cina c’era il capitalismo: infatti i due Stati capitalisti si scontravano sull’Ussuri.

#### 3. Battaglia su URSS e Yalta
Lotta Comunista si oppone alla tesi stalinista del socialismo in un solo Paese, indicando nell'URSS un “capitalismo di Stato” e in Cina e Vietnam “giovani capitalismi”. L'analisi condotta da Amadeo Bordiga in “Struttura economia e sociale della Russia d’oggi” è un riferimento teorico importante che Lotta Comunista, pur non appartenendo al bordighismo, riconosce. Non vi è nessuna continuità tra Lenin e Stalin: quest’ultimo rappresenterebbe la controrivoluzione borghese e il nazionalismo grande-russo. Su questa base, Lotta Comunista si oppone alla rappresentazione di una lotta mondiale tra l’Occidente capitalistico e il campo del “comunismo”. LC rifiuta anche la rappresentazione di un mondo unicamente bipolare, indicando altri attori, riemergenti all’epoca, come il Giappone o la Germania: con la formula “vera spartizione” di Yalta, il partito indica un accordo di fatto tra gli imperialismi USA e URSS per tenere divisa la Germania e prevenire un potenziale rivale europeo.

#### 4. Battaglia sulla crisi di ristrutturazione
La crisi degli anni settanta è indicata da Lotta Comunista non come una crisi generale quale si era avuta negli anni trenta, ma come una “crisi di ristrutturazione”: lo sviluppo estensivo nelle nuove aree (Asia, Africa, America Latina) dava a USA, Europa e Giappone il respiro per ristrutturare la propria base industriale proiettandosi nelle nuove aree. Da questa impostazione, Lotta Comunista obietta alla tesi di Amadeo Bordiga che aveva fissato nel 1975 la crisi generale.

#### 5. Battaglia internazionalista sulla nuova contesa
Con “nuova contesa” degli anni ottanta, Lotta Comunista intende la lotta che porta alla fine delle relazioni fissate a Yalta: più di trent'anni di sviluppo dal dopoguerra e la crisi di ristrutturazione degli anni Settanta hanno modificato profondamente i rapporti di forza economici tra le potenze, avviando una fase accelerata del confronto imperialistico. USA e URSS avrebbero visto avviare il loro declino relativo, mentre Germania e Giappone sarebbero riemerse e Cina e India emerse.

#### 6. Battaglia internazionalista sulla fine di Yalta
La caduta del Muro di Berlino e la dissoluzione dell'URSS sono per Lotta Comunista una “cesura strategica” dagli effetti paragonabili a una guerra mondiale: finisce la spartizione di Yalta e, con la riunificazione tedesca, accelera quello che LC vede come il processo di formazione dell'imperialismo europeo. Il partito indica l'avvio di una “nuova spartizione”, con l'Est Europa annesso alla UE e Mosca ricacciata ai confini precedenti a Pietro il Grande. Un effetto decisivo di questa cesura è, in Asia, il rilancio dello sviluppo capitalistico cinese, che prepara lo spostamento del baricentro mondiale dal bacino dell’Atlantico a quello del Pacifico, come previsto da Marx.
L'irruzione asiatica indica l'avvio di “nuova fase strategica”, i cui caratteri principali sono l'ascesa imperialistica della Cina e l'innalzamento della “contesa mondiale” al livello dello scontro tra forze di «stazza continentale» (USA, Cina, UE…). È questa, secondo l’analisi riportata, la spinta decisiva in direzione dell’unità imperialistica europea.

### Sei tappe italiane di Lotta Comunista

#### 1. Tattica leninista sulla crisi della scuola
Le “Tesi sulla tattica leninista nella crisi della scuola” compaiono su Lotta comunista nel maggio-giugno del 1968. L’ondata di agitazioni studentesche ha origine nello sviluppo capitalistico italiano del dopoguerra. Le Tesi affermano che «L'organizzazione scolastica è la principale forma di organizzazione della dittatura del capitalismo esercitata dallo Stato nel campo ideologico, anche se ovviamente non è la sola». In questo quadro è tuttavia possibile reclutare una generazione di giovani militanti per il partito leninista.

#### 2. Battaglia sulle prospettive del tradeunionismo
Il boom economico del dopoguerra crea un vasto proletariato, concentrato soprattutto nelle fabbriche del “triangolo industriale” del Nord Italia. Con l’“autunno caldo” del 1969 si delinea la possibilità di un forte movimento a carattere sindacale. Il “grande capitale” (grande, per distinguerlo dalla piccola borghesia) italiano potrebbe trovare in un sindacato tradeunionista e in una vasta “aristocrazia operaia” gli interpreti e la base di massa per una “linea riformista” (grandi riforme necessarie ad ammodernare lo Stato) e socialimperialista. Come per la “crisi della scuola”, anche le “prospettive del tradeunionismo” offrono spazi alla tattica leninista per il radicamento di nuclei comunisti nelle grandi fabbriche. La stagione del tradeunionismo si chiuderà però precocemente.

#### 3. Battaglia di Genova
A Genova, “capitale del capitalismo di Stato” e piazzaforte del PCI “stalinista”, Lotta Comunista mette alla prova la possibilità di impiantare un partito sul modello bolscevico in Italia. Dal 1966 al 1975 la battaglia contro il PCI combina i fronti della tattica leninista nella crisi della scuola e quella delle prospettive del tradeunionismo, rispettivamente, alla Casa dello Studente e Ingegneria tra gli studenti e all’Ansaldo tra gli operai. Secondo Lotta Comunista, lo scontro fu anche “fisico”.

#### 4. Battaglia di Milano
Il radicamento di Lotta Comunista a Milano avviene sul finire degli anni sessanta. Agli anni cinquanta risaliva il rapporto di Cervetto e Parodi con i gruppi della diaspora bordighista. Da lì, nel 1968, singoli militanti passano a Lotta Comunista, costituendo il primo embrione del partito a Milano. Lo sviluppo sulla spinta delle lotte tradeunionistiche si scontra con la violenta campagna del PCI e dei “gruppi” intellettuali. Lotta Comunista riesce a preservare il suo nucleo organizzativo milanese in una battaglia di “ritirata ordinata”. I “gruppi” si dissolveranno con il “riflusso” delle lotte e il PCI sarà travolto dal crollo dell'URSS.

#### 5. Battaglia di Torino
A Torino, la battaglia decisiva per l'insediamento di Lotta Comunista avviene con la crisi alla FIAT del 1980, legata alla crisi di ristrutturazione del 1974-75 e al mercato europeo. La vicenda dei “35 giorni” alla FIAT, la richiesta di licenziamenti di massa e poi della cassa integrazione, l'incapacità del PCI – imprigionato nella rincorsa massimalista col sindacato – di valutare i reali rapporti di forza, e infine la sconfitta segnata dalla “marcia dei quarantamila”, costringono il comitato di LC a Torino ad uno sforzo di comprensione che superi la sola dimensione sindacale, offrendo il terreno per una crescita politica e organizzativa.

#### 6. Battaglia politica sul mutamento sociale
Anni Ottanta: la “famiglia plurireddito” – in cui si sommano più redditi e patrimoni – diviene la forma più generalizzata delle “aristocrazie operaie”. Lotta Comunista combatte le nuove forme ideologiche dell’individualismo di massa, si rivolge ai nuovi strati di classe impiegatizi e dei “tecnici produttori”, e agli “strati profondi” dei lavoratori immigrati, cercando l’unità politica internazionalista “dall’ingegnere all’immigrato”.
Al concetto di “nuova fase strategica” dagli anni duemila (ascesa imperialistica della Cina) si collega poi l’individuazione di un “nuovo ciclo politico” del “declino atlantico” in Europa e America dove, amplificate da un avanzato “inverno demografico” nelle vecchie potenze, le ideologie dell’individualismo proprietario (con i relativi connotati reazionari, securitari e xenofobi) “entrano in oscillazione”, dando luogo a “rivolte elettorali” che favoriscono sia l’astensionismo della classe operaia che il “voto proprietario e piccolo borghese” per le destre e i partiti populisti sovranisti.
Il 23 gennaio 2016 si è tenuta al Teatro degli Arcimboldi di Milano una conferenza per i primi cinquant'anni del giornale Lotta Comunista

## Teoria politica

### Analisi sull'Unione Sovietica
Uno dei punti fondamentali della politica di Lotta Comunista è la cosiddetta "corretta e coerente applicazione del marxismo".
Lotta Comunista ha sempre rifiutato l'idea che in Unione Sovietica, nei suoi Paesi satelliti e in  Asia si fosse realizzata una forma di comunismo, ritenendo al contrario che in Unione Sovietica, dopo la morte di Lenin, avesse preso corpo una forma di capitalismo diretto e controllato dalla classe politica dirigente: il capitalismo di Stato.
Lotta Comunista ritiene che Stalin tradì la rivoluzione, accusandolo di aver messo in primo piano il suo potere personale. Lotta Comunista imputa a Stalin la teoria del "socialismo in un solo paese", definendolo invece "falso socialismo".
L'organizzazione ritiene che il periodo in cui Stalin ha ricoperto il ruolo di segretario generale del Partito Comunista dell'Unione Sovietica sia stato caratterizzato dalla ferocia nella repressione e nello spionaggio, soprattutto nei confronti dei bolscevichi critici, e che la chiusura, a loro dire, autarchica, venne giustificata da Stalin teorizzando una scissione del mercato mondiale in due blocchi.
Guido La Barbera, fra gli attuali dirigenti di Lotta Comunista, afferma che lo stalinismo superò una debolezza intrinseca e cronica di capitali investendo nell'industria bellica e pesante e non sviluppando le infrastrutture economiche e sociali.

## Attività e organizzazione
A differenza di altri gruppi extraparlamentari, Lotta Comunista non ha mai attuato né sostenuto forme di lotta armata, nemmeno negli anni sessanta-settanta, in quanto sostiene che la rivoluzione non possa effettuarsi senza la crisi del capitalismo a livello globale unitamente al radicamento della teoria e della pratica leninista a livello quantomeno continentale (pena il finire nel capitalismo di Stato in stile staliniano e/o socialdemocratico).
L'obiettivo del partito è quello di radicarsi a livello organizzativo nei quartieri, nelle fabbriche e nelle università di alcune realtà europee per far sì che una quota non indifferente di classe operaia europea, in un futuro prossimo, possa trovare nel partito leninista un riferimento e una guida per affrontare quei giganteschi sconvolgimenti cui il capitalismo, secondo le tesi di ''Lotta Comunista'', sta portando a livello mondiale. Il capitalismo, sempre secondo le tesi di ''Lotta Comunista'' riprese direttamente da Marx, è incapace di mantenere un ordine mondiale. Secondo le suddette tesi, il sistema di produzione capitalistico getta ciclicamente la società mondiale in una situazione di caos, generando conflitti armati per la ridefinizione dei mercati, ma, a sua volta, la crisi generale del capitalismo dà ai comunisti l'opportunità di sfruttare le guerre generate dal capitalismo per favorire la rivoluzione proletaria. In quest'ultimo aspetto le tesi di ''Lotta Comunista'' si rifanno agli insegnamenti di Lenin esposti nelle sue Tesi di Aprile.

### Commemorazione della Rivoluzione d'ottobre e del Primo Maggio

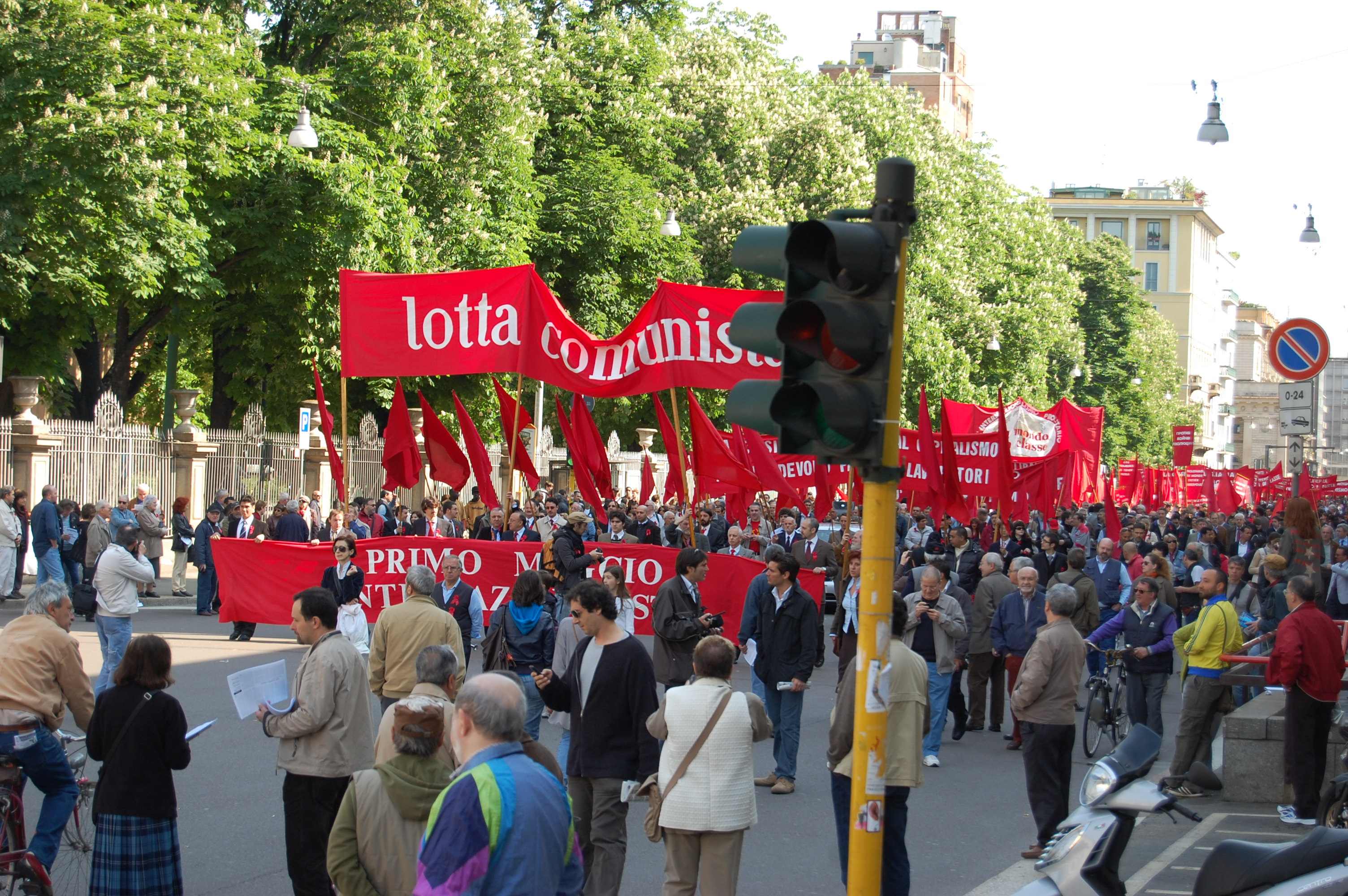
Corteo del Primo Maggio Internazionalista di Lotta Comunista. Milano 1 maggio 2009

Il 7 novembre di ogni anno Lotta Comunista celebra l'anniversario della Rivoluzione d'ottobre (così chiamata perché realizzata tra il 25 e il 26 ottobre secondo il calendario giuliano, in vigore in Russia nel 1917). Per quanto riguarda il Primo Maggio, definito da Lotta Comunista non "festa del lavoro" ma giorno di lotta internazionale dei lavoratori, Lotta Comunista celebra il "Primo Maggio Internazionalista" con manifestazioni di piazza e iniziative pubbliche nelle città dove è presente come formazione politica organizzata, ad esempio da molti anni a Genova.

### Localizzazione del gruppo
La sede centrale di  Lotta Comunista si trova a Genova. Scopo di Lotta Comunista è quello di radicare un partito leninista in alcune aree chiave della metropoli europea, come il triangolo industriale italiano e L'Ile de France di Parigi. Lotta Comunista pubblica e diffonde il mensile omonimo, fondato nel 1965, completamente autofinanziato. Le Edizioni Lotta Comunista, in diverse collane, raccolgono, propongono e ripropongono in lingua italiana, francese, inglese, tedesca, russa e greca il materiale prodotto dal 1950 a oggi.
La formazione è storicamente legata e radicata nel Genovesato anche a livello sindacale con esponenti di caratura nazionale, sia con i Circoli Operai presenti ed operanti nelle zone operaie e proletarie di Genova. Fu egemone nelle lotte studentesche degli anni 1970 con il, famoso per i genovesi, Comitato di Lotta di Ingegneria, formato da militanti e da simpatizzanti della sinistra in genere che non avevano mezzi politici per muoversi in un ambiente arduo come era Ingegneria agli inizi degli anni settanta. Si deve a tale Comitato l'intitolazione dell'aula magna di Ingegneria a Giacomo Buranello e l'apertura a colpi di piccone delle prigioni della famigerata (ai tempi del fascismo) casa dello studente di Genova, con la copertura legale di capi partigiani, essendo la zona ancora ritenuta "militare". Sempre al Comitato è dovuta la nascita del Museo della Resistenza europea allocato adesso nelle prigioni fasciste della casa dello studente di Genova.
L'organizzazione è tra le formazioni extraparlamentari più diffuse in Italia, con circa 40.000 copie di Lotta Comunista vendute ogni mese dai suoi attivisti. Con circoli anche all'estero, attualmente i circoli principali sono quelli di Genova, Milano, Pavia, Torino, Parigi, Nizza, Roma, Parma, Savona, Brescia, Bergamo, Padova, Verona, Bologna, Firenze, Pisa, La Spezia, Napoli, Udine, Bari, Brindisi, Lecce e San Pietroburgo, Atene, Rio de Janeiro e Valencia.
Ogni anno, in estate, il partito organizza la Campagna Nazionale di Sottoscrizione per la Stampa Leninista, durante la quale vengono interessate a tale diffusione praticamente quasi tutte le città italiane. Spesso gli attivisti di Lotta Comunista, organizzati nei "Circoli Operai", vendono il proprio giornale porta a porta a chiunque voglia comprarlo o ne sia interessato. Il giornale rappresenta il principale veicolo di propaganda del gruppo, in quanto il sito internet del partito (in realtà pagina web della casa editrice Edizioni Lotta Comunista) è attivo solo per l'ordinazione on-line del suddetto organo di stampa e delle opere marxiste disponibili in catalogo, ma non diffonde comunicati o notizie. Ogni Circolo Operaio rappresenta inoltre la sezione locale di Lotta Comunista, dove i militanti si incontrano e si riuniscono.

### Istituti di studio
A Genova Lotta Comunista ha creato l'Istituto di Studi sul Capitalismo, con un'ampia biblioteca e con un'attività documentaristica che si riflette in diverse pubblicazioni delle "Edizioni Pantarei". L'istituto sta portando avanti il progetto di completamento delle opere di Marx ed Engels in italiano, progetto iniziato dagli Editori Riuniti e rimasto incompleto (32 pubblicati fra il 1972 e il 1991) in una nuova e completa edizione a stampa in 50 volumi, corredata dei necessari Indici.
Sempre a Genova, in onore del militante di Lotta Comunista, Sergio Motosi, scomparso nel 2002, viene fondato da Lotta comunista nel 2005 l'Istituto Sergio Motosi per lo Studio del Movimento Operaio Internazionale, che "ha per scopo l'approfondimento degli studi riguardanti la storia del movimento operaio nel mondo, con particolare riferimento alle forme di organizzazione politica e sindacale dalle origini ai giorni nostri, promuovendo prese di contatto, scambi di idee e di esperienze sia tra i membri dell'Associazione stessa sia con altri Istituti di ricerca o studiosi della materia" (dallo Statuto); in particolare è un centro nodale per la pubblicazione e distribuzione di stampa in lingua estera.
In Russia Lotta Comunista ha creato una ONG, il Centro di Studi Internazionali Noviy Prometey, che si occupa della pubblicazione e diffusione del "Bollettino Internazionalista" in lingua russa, di libri dell'organizzazione tradotti in russo, e dell'organizzazione, come già in Italia e in Francia, di Corsi sul marxismo.

### Persone legate a Lotta Comunista
Tra le persone legate al partito c'è Bruno Fortichiari, fra i fondatori nel 1921 del Partito Comunista Italiano; aveva già conosciuto Cervetto e preso parte all'esperienza di Azione Comunista di cui il 21 giugno 1956 firmò con Luciano Raimondi il primo numero del mensile omonimo e per cui verrà espulso dal PCI. In seguito avviò il tentativo di costituire il Movimento della Sinistra Comunista, verso cui inizialmente confluirono, oltre ai fuorusciti dal PCI, tra cui Giulio Seniga, i Gruppi Anarchici di Azione Proletaria (GAAP), con Arrigo Cervetto e Lorenzo Parodi, i comunisti internazionalisti di Battaglia Comunista, i trockijsti dei Gruppi Comunisti Rivoluzionari di Livio Maitan, nonché intellettuali comunisti, come Danilo Montaldi, o di tendenza socialista, come Giorgio Galli.
Conclusa l'esperienza di Azione Comunista tra alterne vicende, nel 1965, superati i settant'anni e con problemi di salute, Fortichiari pensò di ritirarsi dall'attività politica. Nel 1970, infranse questa decisione, iniziando a pubblicare le “Lettere aperte ai compagni della Sinistra Comunista” e collaborando con un gruppo di giovani che, nel 1972, dette vita al bollettino “Iniziativa Comunista”. Attento agli avvenimenti degli anni settanta, partecipò a dibattiti e conferenze organizzati dal Circolo La Comune e da Lotta Comunista intervenendo in molte manifestazioni e conferenze negli anni settanta.

### Nell'editoria

#### Altri giornali editi da Lotta Comunista
Oltre a "Lotta Comunista", in lingua italiana, il gruppo pubblica anche "L'Internationaliste" in francese, in russo tramite la ONG «Centro di Studi Internazionali "Noviy Prometey"» pubblica il Бюллетень "Интернационалист" ("Bollettino Internazionalista"), e, tramite l'Istituto Sergio Motosi il "Bulletin" in tedesco, "Internationalist Bulletin" in inglese, "El Internacionalismo" in spagnolo.

#### Edizioni Lotta Comunista
Una parte importante dell'attività di Lotta Comunista è legata all'editoria e alla diffusione porta a porta di giornali e libri.
La sua principale casa editrice è la Edizioni Lotta Comunista, che, in diverse collane, propone i testi dei dirigenti dell'organizzazione, ricerche e classici. Nel catalogo sono presenti libri di Arrigo Cervetto, Renato Pastorino, Guido La Barbera, Sergio Motosi, Lorenzo Parodi, Roberto Casella, Nicola Capelluto, Paolo Rivetti, oltre a classici del marxismo come Karl Marx, Friedrich Engels, Lev Trockij, Lenin e Amadeo Bordiga.

#### Altre edizioni
Lotta Comunista pubblica con la casa editrice Science Marxiste i suoi testi tradotti in varie lingue europee: francese, greco, inglese, russo, portoghese, tedesco e spagnolo. I titoli tradotti e pubblicati a oggi nelle varie lingue sono oltre 120.
Con la casa editrice brasiliana Edições Intervenção Comunista, con sede a Rio de Janeiro, pubblica le traduzioni dei suoi principali testi in lingua portoghese.
Con le Edizioni Pantarei pubblica testi inediti in italiano indirizzati all'approfondimento e alla storia del movimento operaio, ma anche ripubblicazioni di testi di prestigio come la "Storia del Partito Comunista Italiano" di Giorgio Galli. I titoli pubblicati a oggi sono 35.

## Critiche
Negli anni sono state numerose le riflessioni, provenienti da più parti politiche, circa il reale contenuto di Lotta Comunista. Questi contributi, lungi dall'essere raccolti in modo omogeneo ed organico, occupano polverosi archivi bibliotecari o, alla meglio, fluttuano nel Web, sotto forma di discussioni su forum, blog, saggi e articoli di giornale. Solo in anni recenti si è vista un'iniziativa editoriale dal profilo critico, portata avanti da due ex-attivisti, intorno alla storia di Arrigo Cervetto e all'esperienza di Lotta Comunista.